# کیش‌تاماشی
کیش‌تاماشی (به مجاری:  Kistamási) منطقه‌ای مسکونی در مجارستان است که در ناحیهٔ سیگتوار واقع شده‌ است.